# Quiñón
El quiñón es un sistema de producción agrícola basado en el reparto de las tierras con el objetivo de sembrarlas y cosecharlas. El quiñón es también la parte correspondiente de tierra de cada uno de los miembros que la comparten.

## Los'quiñones'del Pirineo
En algunos valles españoles del Pirineo, el término quiñón excede las connotaciones agrarias para hacer referencia a una figura histórica y singular de la demarcación geográfica local, especialmente extendida entre los siglos XVI y XVIII. Los quiñones eran cada uno de los territorios mancomunados y administrativamente delimitados en los que se dividía un valle o comarca. Cada quiñón agrupaba a distintos municipios, siempre limítrofes entre sí, concurriendo todos ellos como una sola vocalía a las juntas de gobierno del valle en cuestión. En las asambleas de los quiñones no sólo se debatía sobre el aprovechamiento de tierras y pastos, sino que también se administraba justicia y se abordaban todo tipo de cuestiones políticas concernientes al valle.

## Algunos ejemplos
Como ejemplo, el Valle de Tena (Huesca) estaba dividido históricamente en tres quiñones: el de Sallent, el de Panticosa y el de La Partacua. El primero lo formaban los pueblos de Sallent de Gállego y Lanuza; el segundo Panticosa, El Pueyo y Hoz; el tercero quedaba configurado por Tramacastilla, Sandiniés, Escarrilla, Piedrafita, Búbal y Saqués. Los tres quiñones compartían leyes y privilegios, administrados siempre por las periódicas Juntas Generales del Valle.
En Navarra el Valle de Salazar se distribuye en tres quiñones: Aladaña al norte, Earratea en la zona central y Atabe en el sur, cada uno de ellos está formado por varias villas, y todos disfrutan de los comunales del valle.
El quiñón aún se conserva en Filipinas para medir la superficie de terrenos.